# Payable on Death Live
Payable on Death Live è un album live del gruppo musicale statunitense P.O.D., registrato al concerto TomFest nel 1997.
È stato pubblicato dalla Rescue Records lo stesso anno, e ripubblicato nel 2001.

## Tracce
1. Intro/One Day
2. Draw the Line
3. Selah
4. Know Me
5. Punk-Reggae Jam (con Russel Castillo dei Dogwood)
6. Breathe Babylon (con Dirt)
7. Preach
8. Full Color
9. "1-800-HIT-HOME"
10. Murder

## Formazione
- Paul "Sonny" Sandoval - voce
- Marcos Curiel - chitarra
- Mark "Traa" Daniels - basso
- Noah "Wuv" Bernardo - batteria